# My Lover Will Go
My Lover Will Go är Ane Bruns första och enda EP, utgiven 2004.

## Låtlista[1]
1. "My Lover Will Go" - 4:38
2. "Temporary Dive" - 4:26
3. "Stop" - 3:43
4. "Morning Theft" - 3:39